# BK Ogre
BK Ogre – łotewski profesjonalny męski zespół koszykarski z siedzibą w Ogre, powstały w 2009 roku. W 2015 awansował do najwyższej klasy rozgrywkowej w kraju.

## Historia
Z miasta Ogre wywodzi się kilku zawodników Łotewskiej Ligi Koszykówki jak: Kaspars Bērziņš, Artūrs Bērziņš, czy Rinalds Sirsniņš (wystąpił w kadrze narodowej). W 2009 lokalny szkolny zespół wystartował w rozgrywkach II ligi łotewskiej. Po dotarciu do półfinałów ligi zarząd stwierdził, że drużyna rozwija się w odpowiednim kierunku. Przez lata podnoszono poziom szkolenia zawodników oraz rozwijano sam klub. W sezonie 2014/2015 zespół zdobył mistrzostwo II ligi (LBL2), które dało mu awans do najwyższej klasy rozgrywkowej LBL. Tym samym zespół rozpoczął występy w Latvijas Basketbola līga.
Przystępując do ligi LBL ze względu na sponsora tytularnego klub zmienił nazwę na Ogre/Kumho Tyre. Po zakończeniu debiutanckiego sezonu zwolniono trenera Edgarsa Teterisa, a jego miejsce zajął szkoleniowiec kadry Łotwy U–16 – Artūrs Visockis-Rubenis, który prowadził wcześniej drużynę Uniwersytetu Łotewskiego. Podczas sezonu 2016/2017 Ogre/Kumho Tyre zadebiutował w rozgrywkach Ligi Bałtyckiej. Do składu dołączył wtedy reprezentant kraju – Kaspars Bērziņš, który powracał do formy po kontuzji, oczekując na lepsze oferty.

## Osiągnięcia
- Mistrzostwa Łotwy
  - Wicemistrzostwo: 2020
  - Brąz: 2019, 2021, 2022
- Łotewsko-Estońska Liga Koszykówki
  - Brąz: 2021
- II Liga Łotewska
  - Mistrzostwo: 2015

## Skład 2021/2022
| Nr | Poz. | Nar.              | Nazwisko i imię   | Data urodzenia | Wzrost | Masa ciała |
| -- | ---- | ----------------- | ----------------- | -------------- | ------ | ---------- |
| 1  | PG   | Stany Zjednoczone | Nixon, Prentiss   | 1997-04-08     | 183 cm | 86 kg      |
| 5  | SF   | Łotwa             | Atars, Ričards    | 2003-06-21     | 207 cm | 89 kg      |
| 6  | SF   | Łotwa             | Jansons, Niks     | 1998-05-15     | 200 cm | 91 kg      |
| 8  | SG   | Łotwa             | Antrops, Jānis    | 1991-02-28     | 191 cm | 90 kg      |
| 9  | C    | Łotwa             | Blaus, Lauris     | 1990-02-16     | 206 cm | 110 kg     |
| 11 | F    | Litwa             | Poška, Paulius    | 1999-03-23     | 204 cm | 99 kg      |
| 12 | PG   | Łotwa             | Sirsniņš, Rinalds | 1985-07-04     | 186 cm | 95 kg      |
| 13 | PF   | Łotwa             | Magone, Renārs    | 1992-03-03     | 201 cm | 104 kg     |
| 15 | SF   | Łotwa             | Pinete, Uģis      | 1991-02-15     | 194 cm | 95 kg      |
| 17 | SG   | Łotwa             | Zēbergs, Rihards  | 1992-02-12     | 192 cm | 90 kg      |
| 18 | C    | Łotwa             | Pozņaks, Jānis    | 1983-07-21     | 203 cm | 103 kg     |
| 21 | F    | Łotwa             | Dārgais, Kristaps | 1990-08-09     | 198 cm | 101 kg     |
| 24 | SG   | Łotwa             | Tumaševs, Ralfs   | 2004-10-20     | 199 cm | 80 kg      |
| 25 | C    | Litwa             | Jucikas, Matas    | 1994-02-10     | 205 cm | 94 kg      |
| 27 | PG   | Łotwa             | Bērziņš, Ojārs    | 2001-01-26     | 187 cm | 92 kg      |

Trener:  Uldis Švēde
 Asystenci: Artūrs Bērziņš, Dāvis Feikners

## Zawodnicy

### Obcokrajowcy
- Julius Brooks (2015/2016)
- Evan Kelley (2015/2016)
- Michał Hlebowicki (2015/2016)
- James Batemon (2019/2020)
- Andre Walker (2020/2021)
- Braylon Rayson (2021/2022)
- Prentiss Nixon (2021/2022)
- Paulius Poska (2021/2022)
- Emanual Shepherd (2021/2022)
- Matas Jucikas (od 2022)

## Trenerzy
| Nar.  | Nazwisko                | Lata pracy |
| ----- | ----------------------- | ---------- |
| Łotwa | Pēteris Ozoliņš         | 2014/2015  |
| Łotwa | Edgars Teteris          | 2015–2016  |
| Łotwa | Artūrs Visockis-Rubenis | 2016–2019  |
| Łotwa | Nikolajs Mazurs         | 2019–2021  |
| Łotwa | Uldis Švēde             | od 2021    |

## Sezon po sezonie
| Sezon   | Poziom | Liga | Poz. | W–P   | Liga Bałtycka | Łotewsko-Estońska Liga Koszykówki              |
| ------- | ------ | ---- | ---- | ----- | ------------- | ---------------------------------------------- |
| 2009–10 | 2      | LBL2 | 4    | 18-16 |               |                                                |
| 2010–11 | 2      | LBL2 | 5    | 16-8  |               |                                                |
| 2011–12 | 2      | LBL2 | 13   | 8-22  |               |                                                |
| 2012–13 | 2      | LBL2 | 7    | 16-15 |               |                                                |
| 2013–14 | 2      | LBL2 | 4    | 24-11 |               |                                                |
| 2014–15 | 2      | LBL2 | 1    | 25–8  |               |                                                |
| 2015–16 | 1      | LBL  | 10   | 9–27  |               |                                                |
| 2016–17 | 1      | LBL  | 8th  | 13–19 | TOP 16        |                                                |
| 2017–18 | 1      | LBL  | 4th  | 24–15 | Ćwierćfinały  |                                                |
| 2018–19 | 1      | LBL  | 3    | 6–3   |               | Sezon reg. – 4 (18-10), play-off – 4           |
| 2019–20 | 1      | LBL  | 2    | -     |               | Rozgrywki przerwane z powodu pandemii COVID-19 |
| 2020–21 | 1      | LBL  | 3    | 14-11 |               | Brąz (2-1)                                     |
| 2021–22 | 1      | LBL  | 3    | 8-3   |               | Sezon reg. – 5 (16-10), play-off – 4           |